# Hantawirusowy zespół płucny

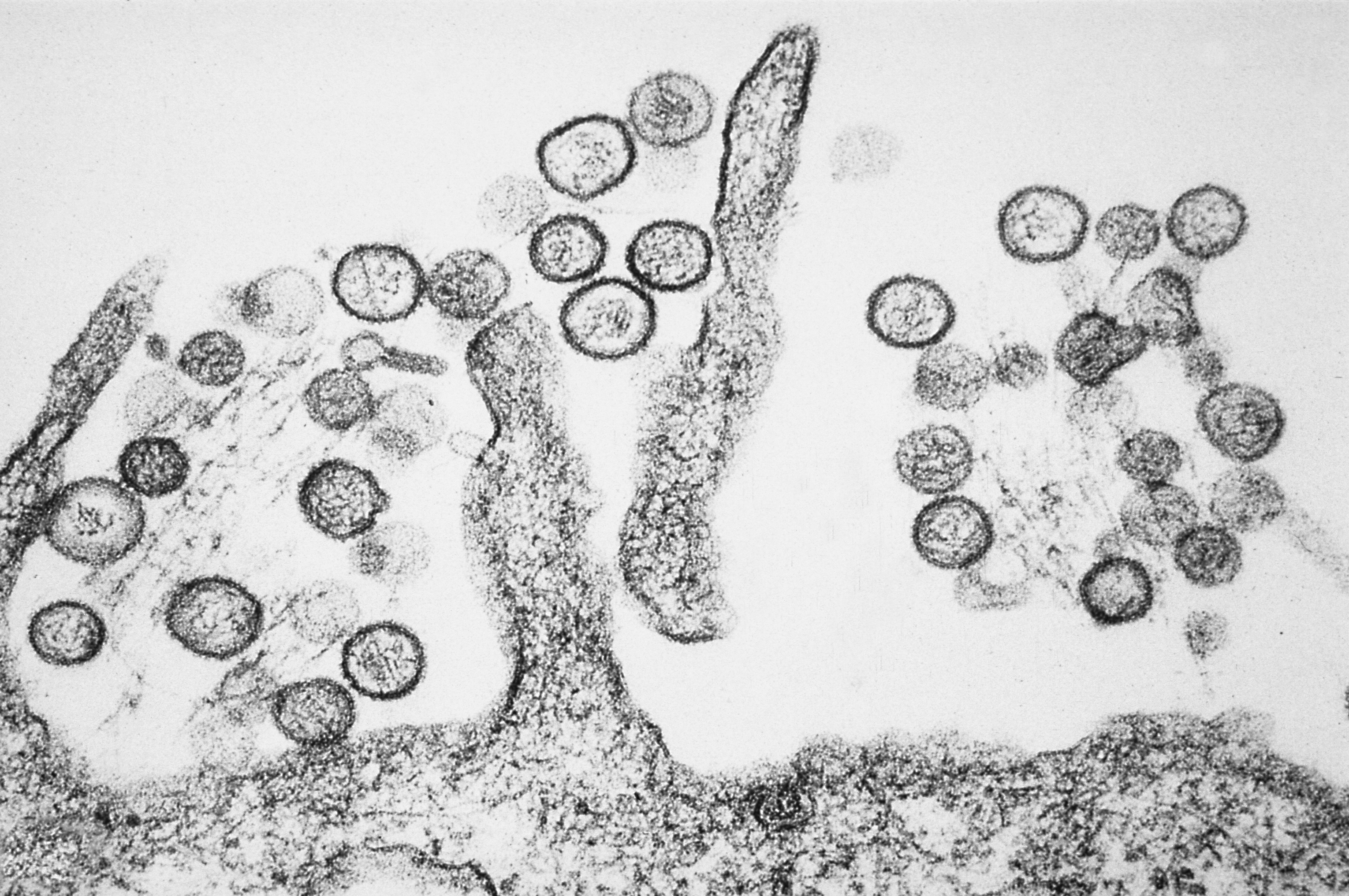
Obraz w mikroskopie elektronowym przedstawiające wirusy Sin Nombre.

Hantawirusowy zespół płucny (ang. Hantavirus pulmonary syndrome) – jednostka chorobowa po raz pierwszy opisana w 1993, jednakże następnie w analizach retrospektywnych udowodniono, że choroba występowała już wcześniej, jednak nie była rozpoznawana. Występuje w obu Amerykach i związana jest z zakażeniem wirusami – hantawirusami, które są przenoszone przez gryzonie:
- wirus Sin Nombre przenoszony przez myszaka leśnego (Peromyscus maniculatus) i myszaka białołapego (Peromyscus leucopus);
- wirus kanału Czarnego Strumienia przenoszony przez bawełniaka szczeciniastego (Sigmodon hispidus);
- wirus Bayou przenoszony przez ryżniaka błotnego (Oryzomys palustris);
- wirus Andów wywołujący chorobę na terenach Ameryki Południowej.

## Epidemiologia
Choroba występuje u ludzi narażonych na kontakt z gryzoniami, zwłaszcza mieszkańców terenów wiejskich. W Ameryce Północnej najczęstszym czynnikiem etiologicznym wywołującym objawy choroby jest wirus Sin Nombre.

## Objawy chorobowe
Choroba rozpoczyna się objawami zwiastunowymi, do których zalicza się gorączka, bóle mięśni, nudności, wymioty, ból brzucha, zawroty głowy. Faza prodromalna trwa 1-11 dni, po niej dochodzi do rozwoju fazy płucnej, która charakteryzuje się spadkiem ciśnienia tętniczego, tachykardią, tachypnoe. Badaniami dodatkowymi można stwierdzić hipoksemię, a w badaniu RTG klatki piersiowej widoczne są cechy obrzęku płuc. W przeciągu kilku lub kilkudziesięciu godzin choroba może rozwinąć się i spowodować niewydolność oddechową będącą przyczyną śmierci.

## Rozpoznanie
W początkowym okresie objawów prodromalnych, z uwagi na niecharakterystyczne objawy jest praktycznie niemożliwe. Na rozpoznanie choroby może wpłynąć wykonane RTG klatki piersiowej, w którym widoczne są cechy obustronnego pęcherzykowego obrzęku płuc, przy prawidłowej wielkości serca, obecność płynu w opłucnej. W badaniach laboratoryjnych można stwierdzić małopłytkowość, skrócenie APTT, limfocytozę, często z leukocytozą. Współistnieje zagęszczenie krwi (wzrost hematokrytu), hipoalbuminemia, podwyższone stężenie mleczanów, i kreatyniny. Ostateczne rozpoznanie jest możliwe po wykonaniu badań serologicznych, takich jak oznaczenie poziomu swoistej immunoglobuliny G, lub diagnostykę w oparciu o metodę ELISA i PCR.

## Leczenie
Najważniejsze w terapii jest szybkie rozpoznanie objawów rozpoczynającej niewydolności oddechowej. Konieczna jest intubacja i leczenie respiratorem przy zachowaniu wszystkich procedur postępowania przeciwwstrząsowego. Nawet w przypadkach intensywnego leczenia śmiertelność wynosi 40%-60% a opóźnienie rozpoznania zwiększa ją znacznie. W przypadkach w których nie dochodzi do rozwoju niewydolności oddechowej stosuje się rybawirynę, która hamuje replikację wirusa. Przebieg tej postaci jest łagodny.